# Personlighetsteori
Personlighetsteorier är teorier och modeller inom psykologin som beskriver personlighetsdrag och hur dessa varierar mellan individer. Det finns många olika personlighetsteorier som växt fram inom olika psykologiska traditioner eller som fokuserar på olika aspekter av personligheten.
Larry A. Hjelle och Daniel J. Ziegler i standardverket Personality Theories (3:e utgåvan) använder följande komponenter i karakteriseringen av en personlighetsteori:
- struktur för personlighet (till exempel jaget, överjaget, självet, skuggan)
- motivation (varför beter man sig så?)
- personlighetsutveckling
- personlighetstyp
- psykopatologi (mentala sjukdomstillstånd och avvikelser)
- psykisk hälsa
- förändringar i personligheten vid psykoterapi

De viktigaste teorierna presenterades av bland andra: Sigmund Freud, Carl Gustav Jung, Alfred Adler, Erik Eriksson, Erich Fromm, Karen Horney, Gordon Allport, Raymond Cattell, Hans Eysenck, B.F. Skinner, Alfred Bandura, Julian Rotter, George Kelly, Abraham Maslow och Carl Rogers